# CXCL6
CXCL6, hemokin (C-X-C motiv) ligand 6, je mali citokin iz CXC hemokin familije koji je takođe poznat kao granulocit hemotaksni protein 2 (GCP-2). Kao što njegovo bivše ime sugeriše, CXCL6 je hemoatraktant za neutrofilne granulocite. On ostvaruje svoje hemo-atraktivne efekte putem interakcije sa hemokin receptorima  i . CXCL6 gen je lociran na ljudskom hromozomu 4 u klasteru sa drugim CXC hemokin genima.

## Spoljašnje veze
- Platelet+factor+6 на 